# ونلوين
ونلوين (ماي: Wanliwiing) (بالصومالية: wanlaweyn)‏ هي مدينة في شمال محافظة شبيلي السفلى في الصومال، تقع على بعد حوالي 90 كيلومترًا (50 ميلًا) شمال غرب العاصمة مقديشو، وهي مركز مقاطعة ونلوين.

## التركيبة السكانية
يصل عدد سكان ونلوين إلى حوالي 27600 نسمة. في حين يصل إجمالي عدد سكان مقاطعة ونلوين إلى 250.643 نسمة، ويستوطن البلدة عشائر صومالية أبرزها عشيرة شنتا عليمود من الرحانوين.

## خلفية تاريخية
خلال الاستفتاء الدستوري الصومالي عام 1961، وصل عدد المدلين بأصواتهم من البلدة الصغيرة 100000 صوت، وكان أعلى من إجمالي الأصوات التي تم الإدلاء بها في الشمال ( الصومال البريطاني )، وهو ما أدى إلى تشكيك الشماليين في طبيعة التصويت. ونتيجة لذلك، تم صياغة المصطلح الجديد "ونلوين" ليُطلق على الجنوبيين، ولا يزال يستخدم حتى اليوم.

## شخصيات ملحوظة
- محمد عمر طلحة